# François Tosquelles
François Tosquelles, nato Francesc Tosquelles Llauradó (Reus, 22 agosto 1912 – Granges-sur-Lot, 25 settembre 1994), è stato uno psichiatra spagnolo naturalizzato francese.
È accreditato come uno dei creatori della psicoterapia istituzionale, un movimento molto influente nella seconda metà del XX secolo.
Il medico e militante martinicano Frantz Fanon era uno dei suoi allievi.